# Farlete
Farlete là một đô thị ở tỉnh Zaragoza, Aragon, Tây Ban Nha. Theo điều tra dân số 2004 của Viện thống kê Tây Ban Nha (INE), đô thị này có dân số là 442 người. Diện tích đô thị này là 103 ki-lô-mét vuông.Đô thị này nằm ở độ cao 413 m trên mực nước biển.
Ở đây có các ngọn núi San Caprasio (812 m) và Monte Oscuro (822m) là nơi có các hoạt động du lịch.